# دوري البطولة الإنجليزية 1945
دوري البطولة الإنجليزية 1945 (بالفنلندية: Jalkapallon suomenmestaruuskilpailut 1945) هو الموسم 36 من دوري البطولة الإنجليزية ‏. أشرف على تنظيمه اتحاد فنلندا لكرة القدم، وكان عدد الأندية المشاركة فيه 12، وفاز فيه نادي فآسا.